# Anochetus obscurior
Anochetus obscurior é uma espécie de formiga do gênero Anochetus, pertencente à subfamília Ponerinae.